# Michele Mazzarino

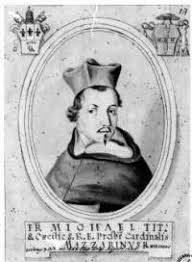
Michele Mazzarino

Michele Mazzarino (in Frankrijk bekend als Michel Mazarin, Pescina, 1 september 1605 - Rome, 31 augustus 1648) was een Italiaans kardinaal en de aartsbisschop van Aix-en-Provence. Hij was de broer van kardinaal en Frans staatsman Jules Mazarin.

## Levensloop
Hij trad toe tot de dominicanen en studeerde theologie in Rome en in Bologna. Na zijn priesterwijding vervulde hij verschillende functies binnen zijn orde in binnen de Romeinse curie. 
Op voorspraak van zijn broer werd hij in 1645 benoemd tot aartsbisschop van Aix. Hij werd aangesteld tot Frans ambassadeur in Rome. Daar werd hij in 1647 tot kardinaal verheven. Hij werd teruggeroepen en aangesteld tot onderkoning van Catalonië in 1648, maar hij stierf korte tijd later.

## Quartier Mazarin
Door zijn diplomatieke en politieke missies verbleef Mazzarino weinig in Aix. Hij was er wel verantwoordelijk voor een belangrijke stadsuitbreiding. Buiten de stadsmuren lag een groot terrein, de wijk Saint-Jean, die deels in het bezit was van de aartsbisschop. Met toestemming van de koning en van het stadsbestuur werd deze wijk opgenomen binnen de nieuwe stadsmuur. Hiervoor moest Mazarin het verzet van de kloosterorden die deels eigenaar waren van het terrein overwinnen. Zo kreeg Aix de uitbreiding die nodig was voor haar groeiende bevolking en economie. Voor Mazarin was dit een winstgevende operatie: de gronden werden verkocht en verkaveld.

Plan van de Quartier Mazarin, de stadsuitbreiding in Aix-en-Provence die zijn naam draagt. De stadsmuur werd verlegd naar het zuiden en er werden rechte straten getrokken. De percelen werden verkocht aan rijke burgers die er hun huizen bouwden.